# جالن جانسون
جالن جانسون (انگلیسی: Jalen Johnson؛ زادهٔ ۱۸ دسامبر ۲۰۰۱) بازیکن بسکتبال اهل ایالات متحده آمریکا است.
از باشگاه‌هایی که در آن بازی کرده‌است می‌توان به بسکتبال مردان دوک بلو دولز اشاره کرد.